# أسماك متشبثة
السمك المتشبث أو سمك سلينج هو سمك من فصيلة جوبيسوسيداي (Gobiesocidae). ومعظم أنواع هذا السمك بحري، ويوجد في المياه الضحلة في المحيط الأطلسي، والهادئ والمحيط الهندي، وهي أسماك تعيش في القاع، وتحتمي بعض الأنواع في قنافذ البحر أو الكرينويد أو (الزنبقانية).

## الوصف

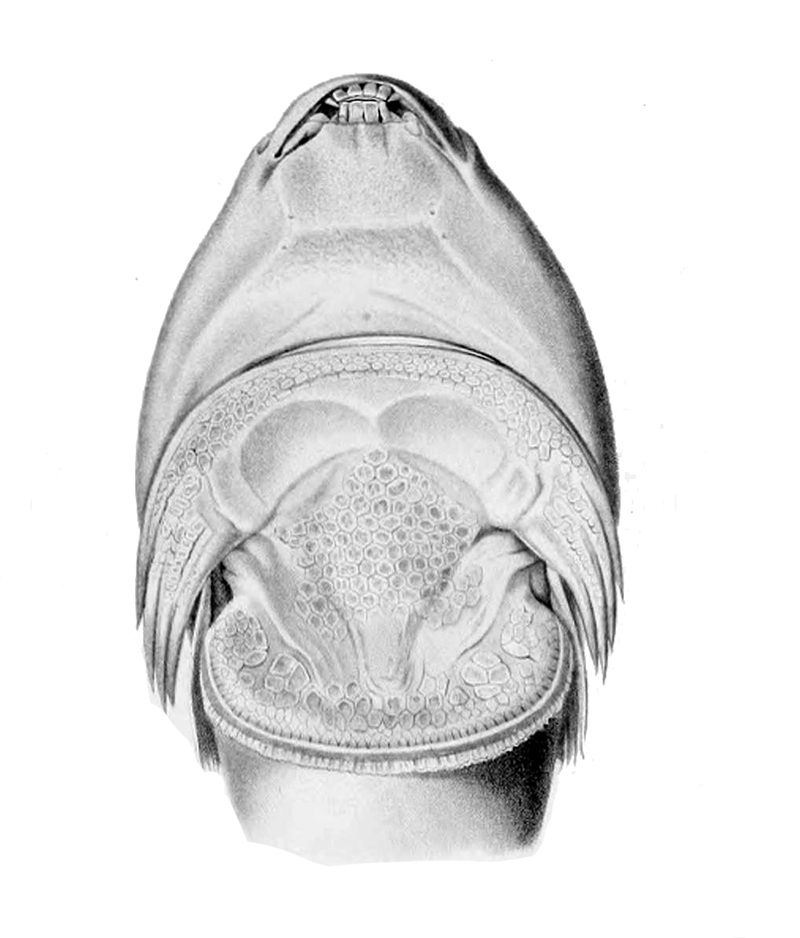
قرص ماص في نوع سيساياسيس سانجوينيوس (Sicyases sanguineus)

يُعد سمك سلينج في العادة صغير الحجم، حيث إن معظم أنواعه تقل عن 6 سنتيمتر (2.4 إنش) في الطول. ولهذه الأسماك أجسامًا مُستدقة وفيها زعنفة ظهرية واحدة ورؤوسها مُسطَّحة. وتتكيف الزعانف الحوضية في معظم الأنواع لتصبح على شكل قرص ماص. ويُعد نظام الخط الجانبي متطورًا بشكلٍ جيد، ولكنه ربما لا يمتد إلى الأجزاء الخلفية من الجسم.
وجلد سمك السلينج ناعم وبحراشيفٍ أقل كما أنه يحمل طبقةً سميكةً من المخاط الواقي. ويتلون في الخفاء بل يمكن أحيانًا أن يغير لونه سريعًا كي يتناسب مع الخلفية التي وراءه.

## التصنيف
يختلف تصنيف سمك السلينج؛ حيث تصنف قاعدة بيانات الأسماك جوبيسوسيداي على أساس أنها الفصيلة الوحيدة في رتبة جوبيسوسيفورميس (Gobiesociformes) ضمن طبقة أشباه شوكيات الزعانف،
بينما هناك تصنيفات أخرى أكثر رسمية داخل الولايات المتحدة، مثل ITIS، تصنف جوبيسوسيداي في رتيبة جوبيسوسويدي (Gobiesocoidei) في رتبة الفرخيات (أسماك شبيهة الأفراخ) ضمن طبقة شوكيات الزعانف. يدرج ITIS جوبيسوسيفورميس على أنها رتبة لاغية وقد ثبت ذلك من خلال المعايير التي قدمها ITIS.

## الأجناس والأنواع التي تتضمنتها فصيلة جوبيسوسيداي
قاعدة بيانات الأسماك قوائم بمائة وثلاثة وخمسين نوعًا في خمسة وأربعين جنسًا:
- جنس أسيرتوبس (Acyrtops)
  - سمك سلينج فلارينوستريل (Flarenostril clingfish)، أسيرتوبس أمبليسيروس (Acyrtops amplicirrus) بريغز (Briggs), 1955.
  - سمك سلينج الزمردي (Emerald clingfish)، أسيرتوبس بيريلينوس (Acyrtops beryllinus) (هيلدبراند (Hildebrand) وغينزبيرغ (Ginsburg)، 1926).
- جنس أسيرتوس (Acyrtus)
  - سمك سلينج بابيلاتي (Papillate clingfish)، أسيرتوس أرتيوس (Acyrtus artius) بريغز، 1955.
  - أسيرتوس بوسيرادياتوس (Acyrtus pauciradiatus) سامبايو (Sampaio) ودي أنشيتا (de Anchieta) ونونيس (Nunes) ومندس (Mendes)، 2004.
  - سمك سلينج أحمر (Red clingfish)، أسيرتوس روبيجينوسوس (Acyrtus rubiginosus)(الخبير في علم الحيوان بوي (Felipe Poey)، 1868).
- جنس ألابس (Alabes)
  - ألابس باثيس (Alabes bathys) هاتشينز (Hutchins, 2006.[8]
  - ألابس بريفيس (Alabes brevis) سبرينغر (Springer) وفريزر (Fraser)، 1976.
  - سمك ثعبان البحر (الإنقليس) الساحلي الشائع (Common shore-eel)، ألابس الظهراني (ألابس دورساليس) (Alabes dorsalis) (ريتشاردسون، 1845).
  - ألابس إلونجاتا (Alabes elongata)  هاتشينز (Hutchins) وموريسون (Morrison)، 2004.
  - ألابس جيبوسا (Alabes gibbosa)  هاتشينز وموريسون، 2004.
  - سمك ثعبان البحر (الإنقليس) الساحلي القزمي (Dwarf shore-eel)، ألابس هويسي (Alabes hoesei)  سبرينغر وفريزر، 1976.
  - ألابس أوبتوسيروستريس (Alabes obtusirostris)  هاتشينز وموريسون، 2004.
  - ألابس الغربي (Alabes occidentalis)  هاتشينز وموريسون، 2004.
  - سمك ثعبان البحر (الإنقليس) الساحلي بيغمي (Pygmy shore-eel)، ألابس بارفولوس (Alabes parvulus)  (عالم الأسماك مكلوتش(McCulloch)، 1909).
  - ألابس سكوتي (Alabes scotti)  هاتشينز وموريسون، 2004.
  - ألابس سبرينجيري (Alabes springeri)  هاتشينز، 2006.[8]
- جنس أبليتودون (Apletodon)
  - أبليتودون باسيسكي (Apletodon bacescui)  (مورجوسي (Murgoci)، 1940).
  - سمك سلينج ذو زائدة رفيعة (Barbel Clingfish)، أبليتودون بارباتوس (Apletodon barbatus)  فريكه (Fricke)، وفيرتز (Wirtz) وبريتو (Brito)، 2010
  - سمك سلينج ذو رأس صغيرة (Small-headed clingfish)، أبليتودون دينتاتوس (Apletodon dentatus) (Facciolà، 1887).
  - أبليتودون إنكونتوس (Apletodon incognitus) هوفريتشتير (Hofrichter) وباتزنير (Patzner)، 1997.
  - سمك سلينج ريان (Chubby clingfish)، أبليتودون بيليجريني (Apletodon pellegrini)  (شابانو (Chabanaud)، 1925).
  - سمك سلينج ساو تومه (Sao Tomé clingfish)، أبليتودون ويرتزي (Apletodon wirtzi)  فريكه، 2007.[9]
- جنس أركوس
  - سمك سلينج راق (Elegant clingfish)، أركوس ديكوريس (Arcos decoris)  بريغز، 1969.
  - سمك سلينج روكوول (Rockwall clingfish)، أركوس إريثروبس (Arcos erythrops)  (جوردن (Jordan) & جيلبرت (Gilbert)، 1882).
  - سمك سلينج مبطن (Padded clingfish)، أركوس ماكروفثالموس (Arcos macrophthalmus) (جونتر (Günther)، 1861).
  - سمك سلينج غالاباغوس (Galapagos clingfish)، أركوس بوسيلوفثالموس (Arcos poecilophthalmos)  (جينينس (Jenyns)، 1842).
  - سمك سلينج الصخري (Rock clingfish)، أركوس رهودوسبيلوس (Arcos rhodospilus) (جونتر، 1864).
- جنس أسباسما (Aspasma)
  - أسباسما مينيما (Aspasma minima) (Döderlein, 1887).
- جنس أسباسميتشثيس (Aspasmichthys)
  - أسباسميتشثيس سيكونيا (Aspasmichthys ciconiae) (جوردن وفاولر (Fowler)، 1902).
- جنس أسباسموديس (Aspasmodes)
  - أسباسموديس بريجسي (Aspasmodes briggsi)  سميث (Smith)، 1957.
- جنس أسباسموجاستير (Aspasmogaster)
  - سمك سلينج الشرقي، أسباسموجاستير كوستاتا (Aspasmogaster costata) (أوجيلبي (أوجيلبي)، 1885).
  - سمك سلينج ذو خطم ناعم (Smooth-snout clingfish)، أسباسموجاستير ليورهينتشا (Aspasmogaster liorhyncha)  بريغز (Briggs), 1955.
  - أسباسموجاستير الغربي (Aspasmogaster occidentalis)  هاتشينز (Hutchins), 1984.
  - سمك سلينج تسماني، أسباسموجاستير تاسمانينسيس (Aspasmogaster tasmaniensis) (جونتر، 1861).
- جنس تشوريسوتشيسموس (Chorisochismus)
  - ماص الصخور (Rocksucker)، تشوريسوتشيسموس دينتيكس (Chorisochismus dentex) (بالاس (Pallas)، 1769).
- جنس كوتشليوسيبس (Cochleoceps)
  - كوتشليوسيبس باسينسيس (Cochleoceps bassensis)  هاتشينز، 1983.
  - سمك سلينج منظف غربي، كوتشليوسيبس ثنائي اللون (Cochleoceps bicolor)  هاتشينز، 1991.
  - سمك سلينج منظف شرقي، كوتشليوسيبس مشرقي (Cochleoceps orientalis)  هاتشينز، 1991.سمك سلينج منظف شرقي، كوتشليوسيبس مشرقي

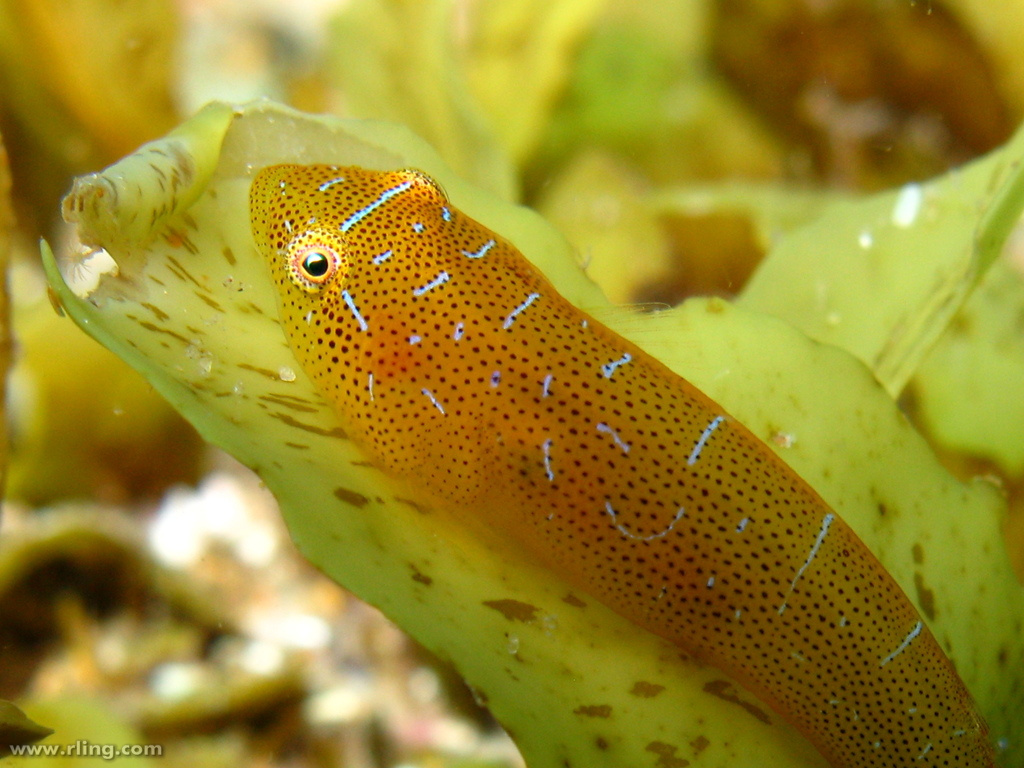
سمك سلينج منظف شرقي، كوتشليوسيبس مشرقي

  - كوتشليوسيبس الملوق (Cochleoceps spatula) (جونتر، 1861).
  - سمك سلينج أخضر، كوتشليوسيبس فيريديس (Cochleoceps viridis)  هاتشينز، 1991.
- جنس كونيدينس (Conidens)
  - كونيدينس لاتيسيفالوس (Conidens laticephalus) (تاناكا (Tanaka)، 1909).
  - كونيدينس سامونسيس (Conidens samoensis) (شتاينداتشينر (Steindachner), 1906).
- جنس كروسلي (Creocele)
  - سمك سلينج عريض، كروسلي كردينليس (Creocele cardinalis) (رامزي (Ramsay), 1883).
- جنس ديليتشثيس (Dellichthys)
  - سمك سلينج القنفذ النيوزيلاندي، ديليتشثيس موريلاندي (Dellichthys morelandi)  بريغز، 1955.
- جنس ديريليسوس (Derilissus)
  - ديريليسوس ألتيفرونس (Derilissus altifrons) سميث-فانيز (Smith-Vaniz)، 1971.
  - سمك سلينج ذو العين الطولية (Whiskereye clingfish), ديريليسوس كريمنوباتيس (Derilissus kremnobates)  فريزر (Fraser), 1970.
  - ديريليسوس القزم (Derilissus nanus)  بريغز، 1969.
  - ديريليسوس فيتيجير (Derilissus vittiger)  فريزر، 1970.
- جنس دياديميتشثيس (Diademichthys)
  - سمك سلينج القنفذ الأسترالي، دياديميتشثيس لينيتوس (Diademichthys lineatus)  (سوفاج (Sauvage), 1883).
- جنس ديبليكوجاستير (Diplecogaster)

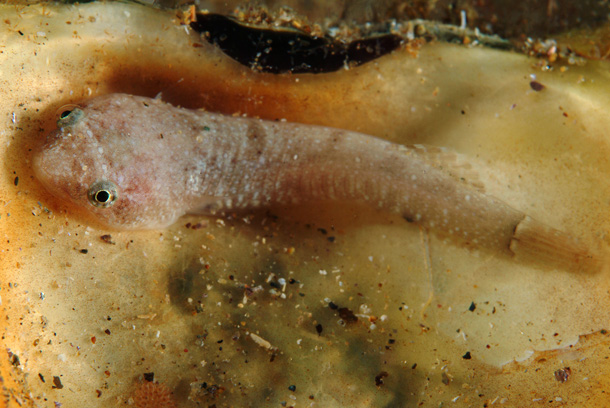
سمك سلينج ذو بقعتين، ديبليكوجاستير بيماكولاتا

  - ديبليكوجاستير بيماكولاتا (Diplecogaster bimaculata)
    - سمك سلينج ذو بقعتين، ديبليكوجاستير بيماكولاتا بيماكولاتا (بونتير (Bonnaterre), 1788).سمك سلينج ذو بقعتين، ديبليكوجاستير بيماكولاتا
    - ديبليكوجاستير بيماكولاتا يوكسينيكا (Diplecogaster bimaculata euxinica) مورجوسي (Murgoci)، 1964.
    - ديبليكوجاستير بيماكولاتا الصدرية (Diplecogaster bimaculata pectoralis)  بريغز، 1955.

  - ديبليكوجاستير كتينوكريبتا (Diplecogaster ctenocrypta)  بريغز، 1955.
  - سمك سلينج جاحظ العينين، ديبليكوجاستير ميجالوبس (Diplecogaster megalops)  بريغز، 1955.
- جنس ديبلوكريبيس (Diplocrepis)
  - سمك سلينج برتقالي، ديبلوكريبيس بونيسيوس (Diplocrepis puniceus) (ريتشاردسون (Richardson), 1846).
- جنس ديسكوتريما (Discotrema)
  - سمك سلينج كرينويد (Crinoid clingfish)، ديسكوتريما كرينوفيلا (Discotrema crinophila)  بريغز، 1976.
  - ديسكوتريما مونوجراموم (Discotrema monogrammum) كريج وراندال (Craig & Randall), 2008.[10]
  - ديسكوتريما زوناتوم (Discotrema zonatum) كريج وراندال, 2008.[10]
- جنس إكلونيايتشثيس (Eckloniaichthys)
  - ماص الأعشاب (Weedsucker)، إكلونيايتشثيس سكايليورهينيسيبس (Eckloniaichthys scylliorhiniceps)  سميث، 1943.
- جنس جاستروسياثوس (Gastrocyathus)
  - سمك سلينج النحيل النيوزيلندي، جاستروسياثوس الناحل (Gastrocyathus gracilis)  بريغز، 1955.
- جنس جاستروسيمبا (Gastrocymba)
  - جاستروسيمبا كوادريرادياتا (Gastrocymba quadriradiata) (رينداهل (Rendahl), 1926).
- جنس جاستروسايفوس  (Gastroscyphus)
  - سمك سلينج هكتور، جاستروسايفوس هكتوريس (Gastroscyphus hectoris) (جونتر، 1876).
- جنس جوبيسوكس (Gobiesox)

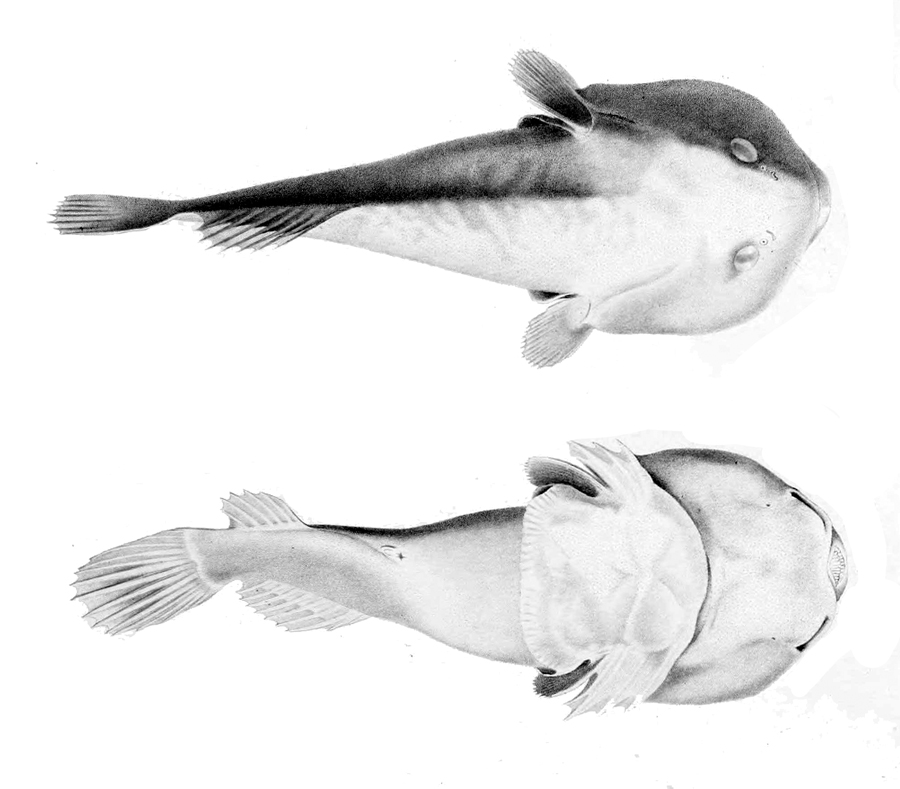
جوبيسوكس نودوس (Gobiesox nudus)

- - سمك سلينج بنمي، جوبيسوكس أدوستوس (Gobiesox adustus) جوردن وجيلبرت (Gilbert), 1882.
  - سمك سلينج كلاريون (Clarion clingfish)، جوبيسوكس أيثوس (Gobiesox aethus)  (بريغز، 1951).
  - سمك سلينج لابيتليب (Lappetlip clingfish)، جوبيسوكس بارباتولوس (Gobiesox barbatulus)  ستاركس (Starks), 1913.
  - سمك سلينج سوكورو (Socorro clingfish), جوبيسوكس كانيدينس (Gobiesox canidens)  (بريغز، 1951).
  - جوبيسوكس كراسيكوربوس (Gobiesox crassicorpus) (بريغز، 1951).
  - جوبيسوكس ديدالوس (Gobiesox daedaleus)  بريغز، 1951.
  - سمك سلينج مبطن (Lined clingfish)، جوبيسوكس يوجراموس (Gobiesox eugrammus)  بريغز، 1955.
  - سمك سلينج الجبل، جوبيسوكس النهري (Gobiesox fluviatilis)  بريغز وميلر، 1960.
  - جوبيسوكس فولفوس (Gobiesox fulvus)  ميك (Meek), 1907.
  - سمك سلينج شبه الجزيرة، جوبيسوكس جونيبيروسيراي (Gobiesox juniperoserrai) إسبينوزا بيريز (Castro-Aguirre) وكاسترو-أغيري (Espinosa Pérez), 1996.
  - جوبيسوكس جورادونسيس (Gobiesox juradoensis)  فاولر، 1944.
  - سمك سكيلت الباهاما، جوبيسوكس لوكايانوس (Gobiesox lucayanus)  بريغز، 1963.
  - سمك سلينج الشمالي، جوبيسوكس مايندريكوس (Gobiesox maeandricus) (جيرارد (Girard), 1858).سمك سلينج الشمالي، جوبيسوكس مايندريكوس

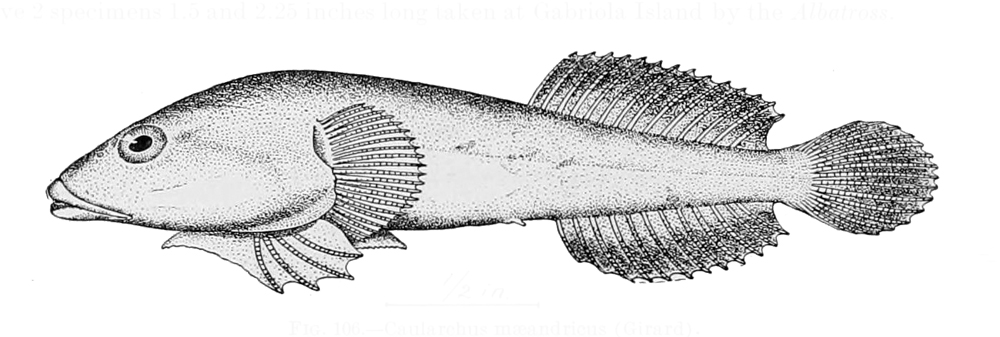
سمك سلينج الشمالي، جوبيسوكس مايندريكوس

  - سمك سلينج الوحيد، جوبيسوكس ماريانا (Gobiesox marijeanae)  بريغز، 1960.
  - جوبيسوكس مارموراتوس (Gobiesox marmoratus) جينينس (Jenyns), 1842.
  - سمك سلينج المكسيكي، جوبيسوكس مكسيكي (Gobiesox mexicanus)  بريغز وميلر، 1960.
  - جوبيسوكس ميليري (Gobiesox milleri)  بريغز، 1955.
  - جوبيسوكس مولتيتينتاكولوس (Gobiesox multitentaculus)  (بريغز، 1951).
  - سمك سلينج ذو زعانف سوداء، جوبيسوكس نيجريبينيس (Gobiesox nigripinnis) (بيترز (Peters), 1860).
  - سمك سلينج، جوبيسوكس نودوس (Gobiesox nudus) (لينيوس (Linnaeus), 1758).
  - سمك سلينج ملتح، جوبيسوكس بابيليفير (Gobiesox papillifer) جيلبرت، 1890.
  - جوبيسوكس بينيجير (Gobiesox pinniger)  جيلبرت، 1890.
  - جوبيسوكس بوتاميوس (Gobiesox potamius)  بريغز، 1955.
  - سمك سلينج مرقط، جوبيسوكس بونكتولاتوس (Gobiesox punctulatus) (بوي، 1876).
  - سمك سلينج كاليفورنيا، جوبيسوكس رهيسودون (Gobiesox rhessodon) سميث، 1881.
  - سمك سلينج ذو شفة ناعمة، جوبيسوكس شولتزي (Gobiesox schultzi)  بريغز، 1951.
  - جوبيسوكس ستينوسيفالوس (Gobiesox stenocephalus)  بريغز، 1955.
  - سمك سكيلت، جوبيسوكس ستروموسوس (Gobiesox strumosus) كوب (Cope), 1870.
  - سمك سلينج الغابة، جوبيسوكس وودسي (Gobiesox woodsi) (شولتز، 1944).
- جنس جانيا (Gouania)
  - سمك سلينج ذو خطم جلف، جانيا ويلدينووي (Gouania willdenowi) (ريسو (Risso), 1810).
- جنس جيمنوسايفوس (Gymnoscyphus)
  - جيمنوسايفوس أسيتوس (Gymnoscyphus ascitus) بولكا (Böhlke) وروبينز (Robins), 1970.
- جنس هابلوسايليكس (Haplocylix)
  - سمك سلينج العملاق، هابلوسايليكس ليتوريوس (Haplocylix littoreus) (فورستر (Forster), 1801).
- جنس كوبوا (Kopua)
  - سمك سلينج البياض بأعماق البحر، كوبوا كويتيري (Kopua kuiteri)  هاتشينز، 1991.
  - كوبوا نويماتا (Kopua nuimata) هاردي (Hardy), 1984.
- جنس ليكانوجاستير (Lecanogaster)
  - ليكانوجاستير شريسي (Lecanogaster chrysea)  بريغز، 1957.
- جنس ليباديتشثيس (Lepadichthys)
  - سمك سلينج بولين، ليباديتشثيس بوليني (Lepadichthys bolini)  بريغز، 1962.
  - سمك سلينج الشاحب، ليباديتشثيس كاريتوس (Lepadichthys caritus)  بريغز، 1969.
  - سمك سلينج ذو عين شريطية، ليباديتشثيس كوكسينوتاينيا (Lepadichthys coccinotaenia) ريغان (Regan), 1921.
  - ليباديتشثيس كتينيون (Lepadichthys ctenion)  بريغز ولينك، 1963.
  - ليباديتشثيس إريثرايوس (Lepadichthys erythraeus)  بريغز ولينك، 1963.
  - ليباديتشثيس فريناتوس (Lepadichthys frenatus) ويت (Waite), 1904.
  - سمك سلينج مزدوج الخط، ليباديتشثيس لينيتوس (Lepadichthys lineatus) (سوفاج، 1883).
  - سمك سلينج صغير، ليباديتشثيس الصغير (Lepadichthys minor)  بريغز، 1955.
  - ليباديتشثيس سانداراكاتوس (Lepadichthys sandaracatus) وايتلي (Whitley), 1943.
  - ليباديتشثيس سبرينجيري (Lepadichthys springeri)  بريغز، 2001.
- جنس ليبادوجاستير (Lepadogaster)
  - سمك سلينج كونيمارا، ليبادوجاستير كاندولي (Lepadogaster candolii) ريسو، 1810.سمك سلينج كونيمارا، ليبادوجاستير كاندولي

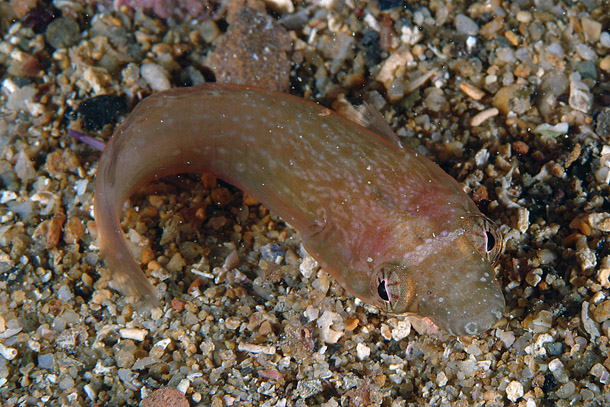
سمك سلينج كونيمارا، ليبادوجاستير كاندولي

  - سمك سلينج الساحلي، ليبادوجاستير ليبادوجاستير (بونتير، 1788).
  - ماص ضارب للإصفرار، ليبادوجاستير الأرجواني (Lepadogaster purpurea) (بونتير، 1788).
  - ليبادوجاستير زيبرينا (Lepadogaster zebrina) لوي (Lowe), 1839.
- جنس ليوبرانتشيا (Liobranchia)
  - سمك سلينج متناهي الصغر، ليوبرانتشيا ستريا (Liobranchia stria)  بريغز، 1955.
- جنس ليسونانتشوس (Lissonanchus)
  - سمك سلينج مجزع (Streaky clingfish)، ليسونانتشوس لوشيري (Lissonanchus lusheri) سميث، 1966.
- جنس موديكاس (Modicus)
  - موديكاس صغير جدا (Modicus minimus) (دودرلاين (Döderlein), 1887).
  - موديكاس تنجارا (Modicus tangaroa)  هاردي، 1983.
- جنس أوبيتوجينيس (Opeatogenys)
  - أوبيتوجينيس كاديناتي (Opeatogenys cadenati)  بريغز، 1957.
  - أوبيتوجينيس الناحل (Opeatogenys gracilis) (بريغز، 1955).
- جنس بارفيكريبيس (Parvicrepis)
  - سمك سلينج ضئيل، بارفيكريبيس بارفيبينيس (Parvicrepis parvipinnis) (ويت، 1906).
- جنس فيرالوديتشثيس (Pherallodichthys)
  - فيرالوديتشثيس ميشيماينسيس (Pherallodichthys meshimaensis) شيوجاكي (Shiogaki) ودوتسو (Dotsu), 1983.
- جنس فيرالوديسكوس (Pherallodiscus)
  - سمك سلينج الشمالي ذو القرص الضعيف، فيرالوديسكوس فونيبريس (Pherallodiscus funebris) (جيلبرت، 1890).
  - سمك سلينج الجنوبي ذو القرص الضعيف، فيرالوديسكوس فريوس (Pherallodiscus varius)  بريغز، 1955.
- جنس فيرالودوس (Pherallodus)
  - فيرالودوس الهندي (Pherallodus indicus) (ويبر (Weber), 1913).
  - سمك سلينج منمنم، فيرالودوس سميثي (Pherallodus smithi)  بريغز، 1955.
- جنس بوسيدونيتشثايس (Posidonichthys)
  - بوسيدونيتشثايس هوتشينسي (Posidonichthys hutchinsi)  بريغز، 1993.
- جنس بروفيرالودوس (Propherallodus)
  - بروفيرالودوس بريجسي (Propherallodus briggsi) (سميث، 1957).
- جنس ريميكولا (Rimicola)
  - سمك سلينج جزر القنال الإنجليزي، ريميكولا كابريلوي (Rimicola cabrilloi)  بريغز، 2002.
  - سمك سلينج الجنوبي، ريميكولا ديمورفا (Rimicola dimorpha)  بريغز، 1955.
  - سمك سلينج نحيل، ريميكولا إيجينماني (Rimicola eigenmanni) (جيلبرت، 1890).
  - سمك سلينج عشب البحر، ريميكولا موسكاروم (Rimicola muscarum) (ميك (Meek) وبيرسون (Pierson), 1895).
  - سمك سلينج غوادالوبي (Guadalupe clingfish)، ريميكولا سيلا (Rimicola sila)  بريغز، 1955.
- جنس سيساياسيس (Sicyases)

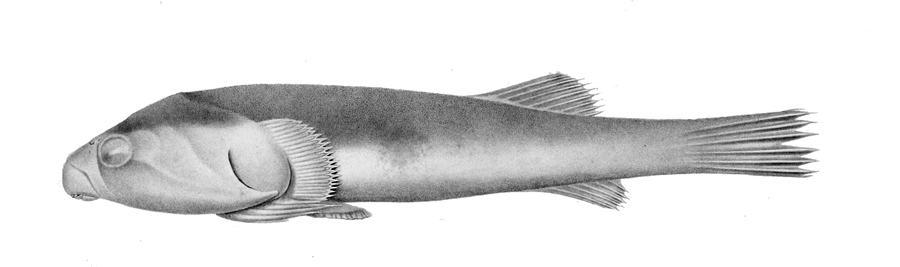
سيساياسيس سانجوينيوس (Sicyases sanguineus)

- - سيساياسيس بريفيروستريس (Sicyases brevirostris) (جويتشينوت (Guichenot), 1848).
  - سيساياسيس هيلديبراندي (Sicyases hildebrandi) شولتز، 1944.
  - سيساياسيس سانجوينيوس (Sicyases sanguineus) مولر (Müller) وتروشيل (Troschel), 1843.
- جنس توميكودون (Tomicodon)
  - سمك سلينج متباعد، توميكودون أبسيتوس (Tomicodon absitus)  بريغز، 1955.
  - توميكودون أبولورام (Tomicodon abuelorum) سزيليستووسكي (Szelistowski), 1990.
  - توميكودون جنوبي (Tomicodon australis)  بريغز، 1955.
  - سمك سلينج أشرم، توميكودون بايدينس (Tomicodon bidens)  بريغز، 1969.
  - سمك سلينج كورتيز، توميكودون بويهلكي (Tomicodon boehlkei)  بريغز، 1955.
  - توميكودون بريجسي (Tomicodon briggsi) (سميث, 1957).
  - سمك سلينج الماص الصغير، توميكودون تشيلينسيس (Tomicodon chilensis) بريست دي برنفيل (Brisout de Barneville), 1846.
  - توميكودون كلاركي (Tomicodon clarkei)  ويليامز (Williams) وتايلر (Tyler) ، 2003.
  - توميكودون كريبتوس (Tomicodon cryptus)  ويليامز وتايلر، 2003.
  - سمك سلينج وردي، توميكودون إيوس (Tomicodon eos) (جوردن وجيلبرت، 1882).
  - سمك سلينج مخطط، توميكودون فاسياتوس (Tomicodon fasciatus) (كاستيلنو، 1861).
  - سمك سلينج سونورا، توميكودون هوميراليس (Tomicodon humeralis) (جيلبرت، 1890).
  - توميكودون لافيتسميثي (Tomicodon lavettsmithi) ويليامز وتايلر، 2003.
  - توميكودون ليوروديسكوس (Tomicodon leurodiscus) ويليامز وتايلر، 2003.
  - سمك سلينج ذو شريط أسود، توميكودون مايرسي (Tomicodon myersi)  بريغز، 1955.
  - سمك سلينج بيتر، توميكودون بيتيرسي (Tomicodon petersii) (غارمان، 1875).
  - توميكودون برودوموس (Tomicodon prodomus)  بريغز، 1969.
  - توميكودون ريتزي (Tomicodon reitzae)  بريغز، 2001.
  - توميكودون رهابدوتوس (Tomicodon rhabdotus) سميث فانيز، 1969.
  - توميكودون الصخري (Tomicodon rupestris) (بوي، 1860).
  - توميكودون فيرميكولاتوس (Tomicodon vermiculatus)  بريغز، 1955.
  - سمك سلينج زيبرا، توميكودون زيبرا (جوردن وجيلبرت، 1882).
- جنس تراتشيلوتشيسموس (Trachelochismus)
  - سمك سلينج مخطط، تراتشيلوتشيسموس ميلوبيسيا (Trachelochismus melobesia) فيليبس (Phillipps), 1927.
  - سمك العفريت النيوزيلندي، تراتشيلوتشيسموس بينولاتوس (Trachelochismus pinnulatus) (فورستر (Forster), 1801).